# Phyllis Nelson
Phyllis Nelson (Jacksonville, 3 ottobre 1950 – Los Angeles, 12 gennaio 1998) è stata una cantante statunitense diventata una meteora grazie al suo brano Move Closer.

## Biografia
Phyllis Nelson nacque a Jacksonville, in Florida. Inizialmente entrò a far parte dei Nelson Five, un gruppo musicale composto da lei coi suoi familiari. In seguito divenne cantante di supporto dei Major Harris e dei Philly Cream. Nel 1971 diede alla luce Marc Nelson, che diventerà membro dei Boyz II Men. Dopo aver pubblicato alcuni singoli disco music, incise la ballata Move Closer (1984). Il brano ebbe poco successo negli USA, ma rimase nella Official Singles Chart britannica per sei mesi. Nello stesso anno uscì I Like You, un brano che rimase al primo posto della Hot Dance Club Play americana per una settimana. Nelson morì prematuramente all'età di 47 anni a causa di un cancro al seno.

## Discografia

### Album in studio
- 1984 – Move Closer
- 1985 – I Like You

### Singoli
- 1981 – Don't Stop the Train
- 1985 – Move Closer
- 1985 – I Don't Know
- 1985 – I Like You